# Самјуел Тинг
Самјуел Чао Чунг Тинг (кин: 丁肇中, енгл. Samuel Chao Chung Ting; Ен Арбор, 27. јануар 1936) је кинеско-амерички физичар, који је 1976. године, заједно са Бартоном Рихтером, добио Нобелову награду за физику „за пионирски рад у открићу тешке елементарне честице нове врсте; тачније, за откриће J/ψ честице која је показала кварковску структуру језгра”.